# Woodiella
Woodiella — рід грибів. Назва вперше опублікована 1899 року.

## Класифікація
До роду Woodiella відносять 1 вид:
- Woodiella natalensis